# Serie SFE/SFD
La Serie SFE/SFD hace referencia a varios modelos de tren fabricados por CRRC-Sifang para la Empresa de los Ferrocarriles del Estado, destinados a sus diversos servicios urbanos y regionales a través de sus operadoras EFE Central y EFE Sur, en el marco del programa «Chile sobre Rieles».
La diferencia en la numeración obedece a cambios que van desde la disposición y número de los asientos, hasta aquellas que corresponden a la propulsión y número de coches de cada unidad.

## Serie SFE-100
Corresponden a 11 automotores (SFE-101 - SFE-111) 9 originalmente y 2 agregados después. Estos trenes están destinados al servicio Biotrén en sus dos líneas 1 y 2, y reemplazaron a las unidades UT-440.[cita requerida] En febrero de 2025 llegaron a Chile 2 nuevos automotores, unidades 110 y 111, y que después de pasar por pruebas estáticas y dinámicas, fueron puestos en servicio el segundo semestre de 2025.

## Serie SFE-200
Corresponden a tres automotores; SFE-201, SFE-202 y SFE 203. Estos trenes eléctricos se encuentran en el servicio Tren Laja-Talcahuano. Esta serie posee baños en el interior del tren.[cita requerida], se tienen en carpeta que puedan llegar más automotores.

## Serie SFD-300

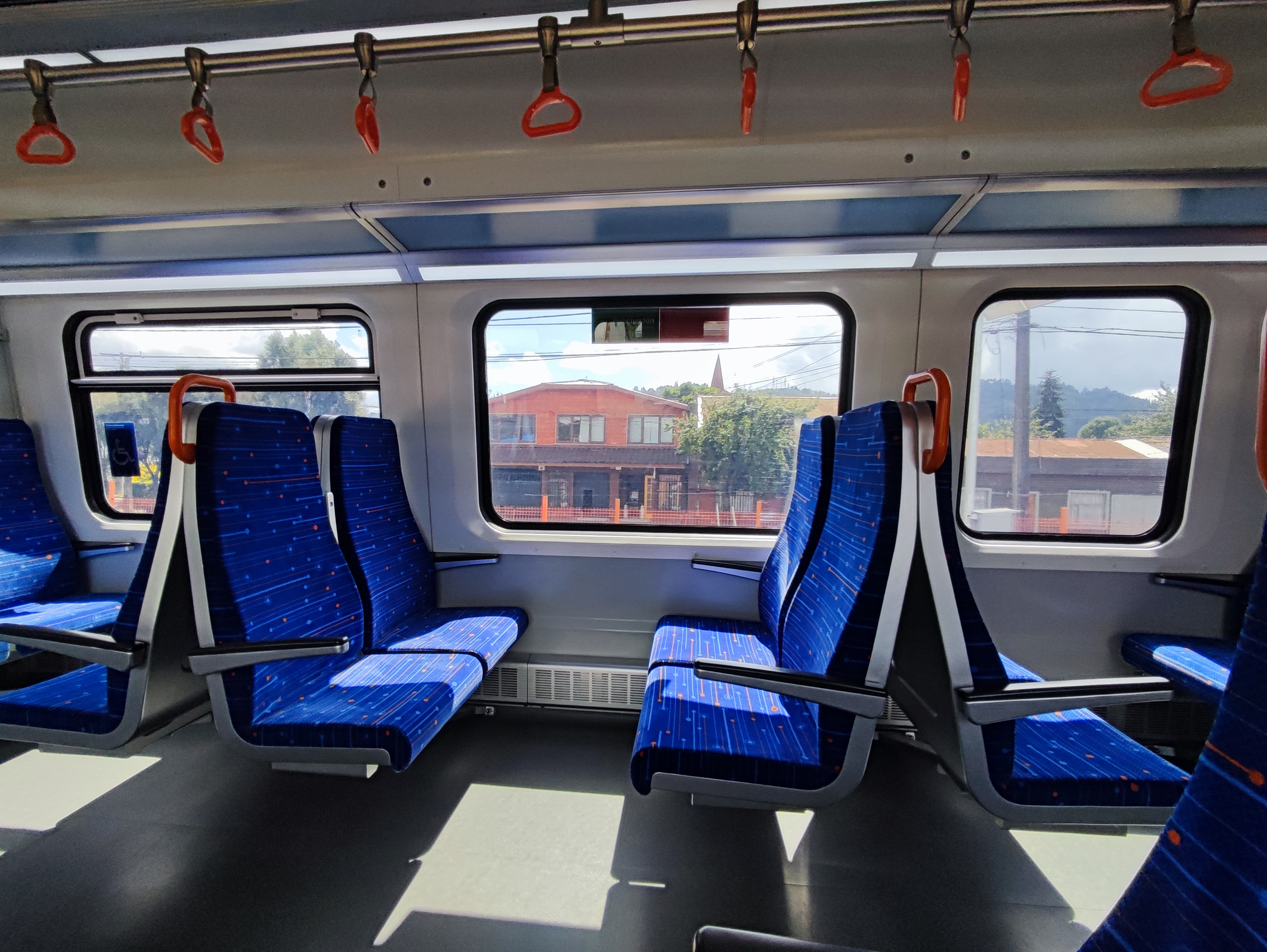
Interior de la unidad SFD-302.

Estos 3 trenes (SFD-301, SFD-302, y SFD-303) fueron especialmente solicitados para el servicio Victoria-Temuco y el servicio piloto Temuco-Pitrufquén. Funcionan con motores diésel, siendo del tipo DMU debido a la ausencia de catenaria en la vía. Además estas unidades cuentan sólo con dos coches, pero ofrecen a los pasajeros un baño en su interior.
Reemplazaron a las unidades modificadas de la Serie 593 de Renfe (sin el coche central) que operaban el recorrido, y que originalmente cubrían y estaban destinadas al servicio Victoria-Puerto Montt.[cita requerida]

## Serie SFE-400

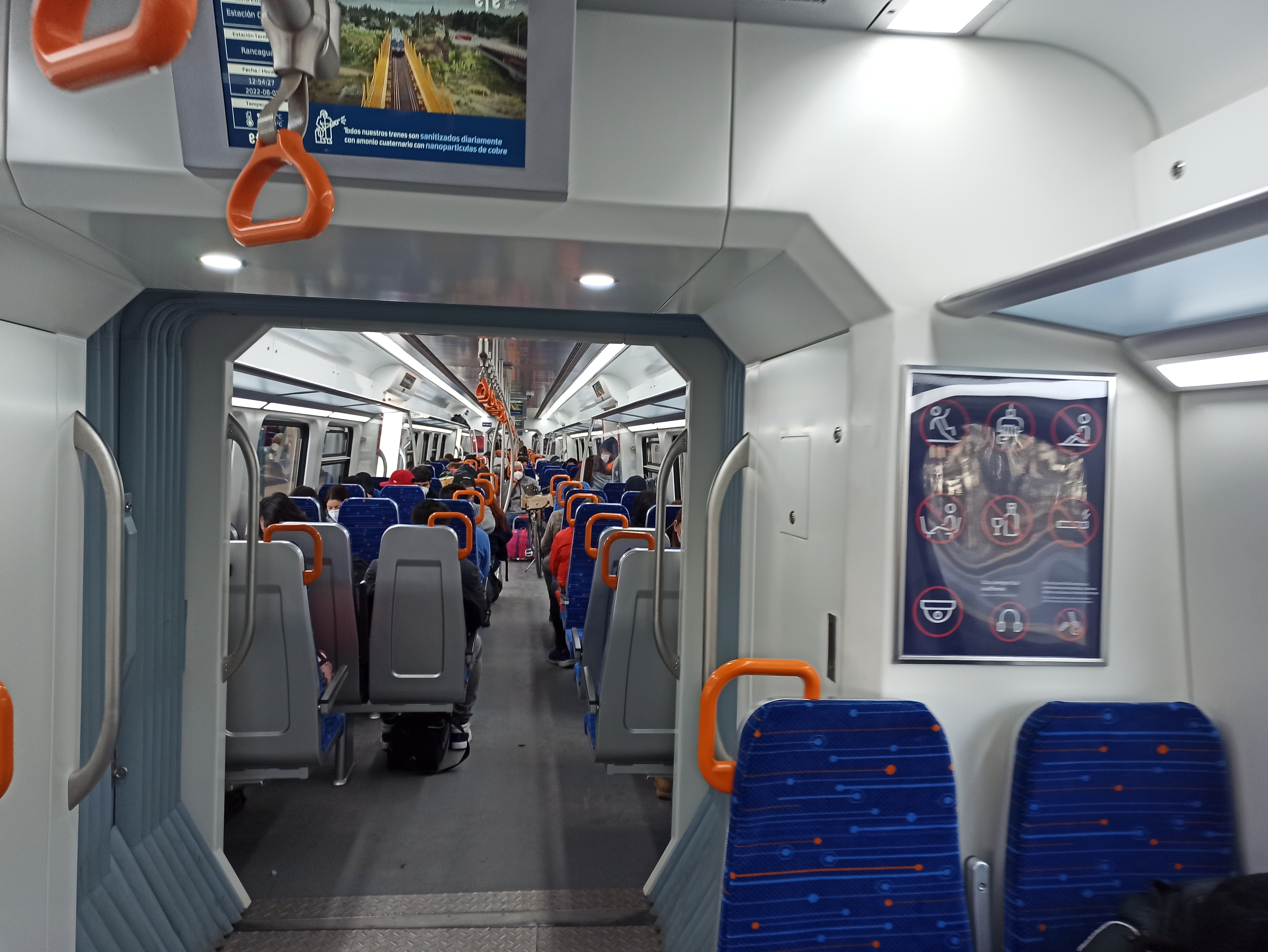
Interior de la unidad SFE-404.

Esta serie, que cuenta con 8 automotores (SFE 401-409) de propulsión eléctrica, se encuentra prestando servicios en el Tren Rancagua-Estación Central. Estas unidades se diferencian en su velocidad punta, al tener la posibilidad de alcanzar los 140 km/h.
el automotor SFE 407 ya no está en servicio por un choque que se menciona en breve

## Accidentes e Incidentes
Accidente Ferroviario de San Pedro de la Paz de 2023.
El día 1 de septiembre de 2023, a las 8:00, un tren con número de serie SFE-101, que realizaba su servicio en la Línea 2 del Biotrén, colisionó con un autobús en un paso ferroviario a nivel, lo que provocó siete muertos y varios heridos.
Se determinó que la causa del accidente fue la negligencia e imprudencia del conductor del autobús, que no se detuvo antes de ingresar al paso a nivel a pesar de que la barrera estaba abajo y, por ende, señalaba el inminente paso del tren automotor.  
Tras el accidente, se pidieron mejores medidas de seguridad en los pasos a nivel, incluida la implementación de pasos subterráneos en zonas consideradas críticas. El conductor del autobús fue acusado de múltiples cargos de homicidio y agresión, y el alcalde de la comuna de San Pedro de la Paz fue interrogado por su posible conflicto de intereses debido a su propiedad de una empresa de autobuses.
Accidente Ferroviario de San Bernardo de 2024.
En la madrugada del día jueves 20 de junio de 2024, a las 00:15, un automotor de la serie 400, con denominación SFE-407, estuvo involucrado en un accidente cuando impactó a un tren de carga de Fepasa a la altura de Lo Herrera, kilómetro 26 de la Ruta 5 Sur, en San Bernardo.
De manera inicial se determinó que el automotor de pasajeros, que se encontraba en pruebas, colisionó de manera frontal con el convoy de carga, quedando el carro frontal del SFE-407 sobre ambas locomotoras del convoy de Fepasa producto del impacto. 
El accidente provocó la muerte de dos personas y dejó nueve heridos. Los dos fallecidos corresponden al maquinista y ayudante de maquinista del convoy de carga. Los heridos, correspondientes en su totalidad a la tripulación del tren de EFE, fueron derivados a un centro asistencial de la Mutual de Seguridad. 
De acuerdo con información preliminar proporcionada por el Fiscal de la Fiscalía de Flagrancia Occidente, Pedro Aravena, el automotor SFE-407 tenía su GPS apagado. Las autoridades están investigando el accidente para determinar la causa exacta del error que provocó la colisión.